# Куле
Куле (на френски: Koulé) е град и община в южна Гвинея, регион Нзерекоре, префектура Нзерекоре. Населението на общината през 2014 година е 19 363 души.